# Villers-aux-Vents
Villers-aux-Vents – miejscowość i gmina we Francji, w regionie Grand Est, w departamencie Moza.
Według danych na rok 1990 gminę zamieszkiwały 122 osoby, a gęstość zaludnienia wynosiła 20 osób/km² (wśród 2335 gmin Lotaryngii Villers-aux-Vents plasuje się na 923. miejscu pod względem liczby ludności, natomiast pod względem powierzchni na miejscu 915.).